# Sint-Truidense VV in het seizoen 2021/22
Sint-Truiden kwam in het seizoen 2021/22 uit in de Belgische Eerste Klasse A. In het voorbije seizoen eindigde STVV op de vijftiende plek in de hoogste afdeling. De Truienaren eindigden het seizoen op de negende plaats, met 51 punten.

## Overzicht
Na afloop van het seizoen verliet trainer Peter Maes de club om aan de slag te gaan bij Beerschot VA. Hij werd begin juni 2021 opgevolgd door de Duitser Bernd Hollerbach. STVV kende een matige start van het seizoen. Na vijf speeldagen stond Sint-Truiden op de zestiende plek. Na een tussensprint met enkele overwinningen steeg de ploeg naar de middenmoot. Halverwege het seizoen verloor STVV evenwel vijf keer op rij, waardoor de ploeg wederom in de gevarenzone terecht kwam. Vanaf speeldag 21 kende de ploeg echter een indrukwekkende eindspurt. STVV verloor nog maar twee wedstrijden en won er negen. De club eindigde het seizoen bovendien met negen wedstrijden zonder nederlaag, en vier overwinningen op 
rij. Sint-Truiden won van KRC Genk, Standard Luik en Union Sint-Gillis. Sint-Truiden eindigde het seizoen met 51 punten op de negende plek.

## Ploegsamenstelling
| Nr. | Naam                   | Positie      | Nationaliteit    | Geboortedatum     |
| --- | ---------------------- | ------------ | ---------------- | ----------------- |
| 1   | Kenny Steppe           | Doelman      | België           | 14 november 1988  |
| 2   | Ko Matsubara           | Verdediger   | Japan            | 30 augustus 1996  |
| 4   | Daiki Hashioka         | Verdediger   | Japan            | 17 mei 1999       |
| 6   | Mory Konaté            | Middenvelder | Guinee           | 15 november 1993  |
| 7   | Ilombe Mboyo           | Aanvaller    | België           | 22 april 1987     |
| 8   | Rocco Reitz            | Middenvelder | Duitsland        | 29 mei 2002       |
| 9   | Yuma Suzuki            | Aanvaller    | Japan            | 26 april 1996     |
| 10  | Lee Seung-woo          | Middenvelder | Zuid-Korea       | 6 januari 1998    |
| 11  | Oleksandr Filippov     | Aanvaller    | Oekraïne         | 23 oktober 1992   |
| 13  | Liberato Cacace        | Verdediger   | Nieuw-Zeeland    | 27 september 2000 |
| 15  | Daichi Hayashi         | Aanvaller    | Japan            | 8 augustus 2001   |
| 16  | Steve De Ridder        | Middenvelder | België           | 25 februari 1987  |
| 19  | Stan Van Dessel        | Middenvelder | België           | 24 juli 2001      |
| 21  | Daniel Schmidt         | Doelman      | Japan            | 3 februari 1992   |
| 22  | Wolke Janssens         | Verdediger   | België           | 11 januari 1995   |
| 23  | Tatsuya Ito            | Aanvaller    | Japan            | 26 juni 1997      |
| 26  | Jorge Teixeira         | Verdediger   | Portugal         | 27 augustus 1986  |
| 27  | Dimitri Lavalée        | Verdediger   | België           | 13 januari 1997   |
| 30  | Nelson Balongo         | Aanvaller    | België           | 15 april 1999     |
| 32  | Chris Durkin           | Middenvelder | Verenigde Staten | 8 februari 2000   |
| 35  | Wim Vanmarsenille      | Doelman      | België           | 31 juli 2002      |
| 37  | Toni Leistner          | Verdediger   | Duitsland        | 19 augustus 1990  |
| 39  | Jonathan Buatu Mananga | Verdediger   | Angola           | 27 september 1993 |
| 40  | Junior Pius            | Verdediger   | Nigeria          | 20 december 1995  |
| 32  | Christian Brüls        | Middenvelder | België           | 30 september 1988 |
| 61  | Jarne Steuckers        | Aanvaller    | België           | 4 februari 2002   |
| 66  | Matthias Delorge       | Middenvelder | België           | 31 juli 2004      |

### Trainersstaf
- Bernd Hollerbach (hoofdcoach)
- Dennis Schmitt (hulptrainer)
- Jurgen De Braekeleer (keeperstrainer)

### Transfers
| - Ameen Al Dakhil (Standard Luik) - Robert Bauer (FK Arsenal Toela) - João Klauss de Mello (TSG 1899 Hoffenheim) - Daichi Hayashi (Sagan Tosu) - Shinji Kagawa (PAOK Saloniki) - Aboubakary Koita (Waasland-Beveren) - Dimitri Lavalée (geleend van Mainz O5) - Toni Leistner (Hamburger SV) - Alessandro Russo (US Sassuolo) | - Samuel Asamoah (CSU Craiova) - Jonathan Buatu (Eyüpspor) - Liberato Cacace (uitgeleend aan Empoli FC) - Maximiliano Caufriez (Spartak Moskou) - Facundo Colidio (einde uitleenbeurt) - Santiago Colombatto (Club León) - Tatsuya Ito (uitgeleend aan 1. FC Magdeburg) - Jhonny Lucas (uitgeleend aan Londrina EC) - Ilombe Mboyo (AA Gent) - Duckens Nazon (einde contract) - Ibrahima Sory Sankhon (einde contract) - Yuma Suzuki (Kashima Antlers) - Georgios Vagiannidis (einde uitleenbeurt) |

## Oefenwedstrijden
|                                      |                      |       |              |  |
| Vrijdag 18 juni 2021, 19:30 uur      | KVV Zepperen-Brustem | 1 - 4 | Sint-Truiden |  |
|                                      |                      |       |              |  |
|                                      |                      |       |              |  |
| Zaterdag 19 juni 2021, 18:00 uur     | Berg en Dal VV       | 1 - 4 | Sint-Truiden |  |
|                                      |                      |       |              |  |
|                                      |                      |       |              |  |
| Vrijdag 25 juni 2021, 12:00 uur      | RSC Anderlecht       | 1 - 1 | Sint-Truiden |  |
|                                      |                      |       |              |  |
|                                      |                      |       |              |  |
| Woensdag 7 juli 2021, 18:00 uur      | Sint-Truiden         | 1 - 0 | RWDM         |  |
|                                      |                      |       |              |  |
|                                      |                      |       |              |  |
| Zaterdag 10 juli 2021, 16:00 uur     | Sint-Truiden         | 2 - 1 | KVC Westerlo |  |
|                                      |                      |       |              |  |
|                                      |                      |       |              |  |
| Vrijdag 3 september 2021, 14:00 uur  | Fortuna Düsseldorf   | 1 - 0 | Sint-Truiden |  |
|                                      |                      |       |              |  |
|                                      |                      |       |              |  |
| Woensdag 8 september 2021, 14:30 uur | KVC Westerlo         | 0 - 5 | Sint-Truiden |  |
|                                      |                      |       |              |  |
|                                      |                      |       |              |  |
| Donderdag 7 oktober 2021, 16:00 uur  | MSV Duisburg         | 1 - 4 | Sint-Truiden |  |
|                                      |                      |       |              |  |
|                                      |                      |       |              |  |
| Dinsdag 9 november 2021, 13:00 uur   | Fortuna Sittard      | 0 - 1 | Sint-Truiden |  |
|                                      |                      |       |              |  |
|                                      |                      |       |              |  |
| Donderdag 24 maart 2022, 13:00 uur   | KVC Westerlo         | 2 - 1 | Sint-Truiden |  |
|                                      |                      |       |              |  |

## Eerste Klasse A

### Reguliere competitie

#### Wedstrijden
| | |       | | |
| Zondag 25 juli 2021, 21:00 uur                                                                                               | Sint-Truiden                                                                                            | 2 - 1 | AA Gent | |
| Stayen, Sint-Truiden Toeschouwers: 2.000 Scheidsrechter: Jan Boterberg Speeldag 1 Eerste Klasse A 2021-22                    | Ilombe Mboyo 12' Stan Van Dessel 60' Christian Brüls 67' Wolke Janssens 80'                             |       | 2' Andreas Hanche-Olsen 66' Andreas Hanche-Olsen                                                                                                  | Opstelling Sint-Truiden: Daniel Schmidt, Wolke Janssens, Maximiliano Caufriez, Dimitri Lavalée, Junior Pius, Ko Matsubara, Christian Brüls, Stan Van Dessel, Chris Durkin, Aboubakary Koita, Ilombe Mboyo Wissels Sint-Truiden: 29' Junior Pius Jonathan Buatu Mananga 83' Aboubakary Koita Nelson Balongo 89' Ilombe Mboyo Steve De Ridder                                                             |
| | |       | | |
| Zaterdag 31 juli 2021, 16:15 uur                                                                                             | Sporting Charleroi                                                                                      | 0 - 0 | Sint-Truiden | |
| Stade du Pays de Charleroi, Charleroi Toeschouwers: 4.648 Scheidsrechter: Lawrence Visser Speeldag 2 Eerste Klasse A 2021-22 | Ali Gholizadeh 43' Ryota Morioka 66'                                                                    |       | 31' Chris Durkin 34' Maximiliano Caufriez 61' Christian Brüls                                                                                     | Opstelling Sint-Truiden: Daniel Schmidt, Wolke Janssens, Maximiliano Caufriez, Dimitri Lavalée, Junior Pius, Ko Matsubara, Christian Brüls, Stan Van Dessel, Chris Durkin, Aboubakary Koita, Ilombe Mboyo Wissels Sint-Truiden: 49' Aboubakary Koita Nelson Balongo |
| | |       | | |
| Zaterdag 7 augustus 2021, 18:30 uur                                                                                          | Sint-Truiden                                                                                            | 1 - 3 | SV Zulte Waregem | |
| Stayen, Sint-Truiden Toeschouwers: 5.000 Scheidsrechter: Lothar D'hondt Speeldag 3 Eerste Klasse A 2021-22                   | Maximiliano Caufriez 11' Laurens De Bock 90+1' (o.g.)                                                   |       | 48' Zinho Gano 49' Bent Sørmo 69' Jelle Vossen 71' Abdoulaye Sissako 84' Zinho Gano                                                               | Opstelling Sint-Truiden: Daniel Schmidt, Maximiliano Caufriez, Junior Pius, Dimitri Lavalée, Liberato Cacace, Christian Brüls, Chris Durkin, Ko Matsubara, Stan Van Dessel, Ilombe Mboyo, Aboubakary Koita Wissels Sint-Truiden: 46' Stan Van Dessel Rocco Reitz 65' Aboubakary Koita Nelson Balongo 76' Ko Matsubara Wolke Janssens                                                                    |
| | |       | | |
| Zaterdag 14 augustus 2021, 18:30 uur                                                                                         | KAS Eupen                                                                                               | 2 - 1 | Sint-Truiden | |
| Kehrwegstadion, Eupen Toeschouwers: 1.335 Scheidsrechter: Bram Van Driessche Speeldag 4 Eerste Klasse A 2021-22              | Boris Lambert 21' Boris Lambert 29' Stef Peeters 63' Konan N'Dri 64' Edo Kayembe 67' Jonathan Heris 74' |       | 53' Christian Brüls 65' Nelson Balongo 73' Dimitri Lavalée                                                                                        | Opstelling Sint-Truiden: Daniel Schmidt, Maximiliano Caufriez, Jonathan Buatu Mananga, Dimitri Lavalée, Daiki Hashioka, Christian Brüls, Rocco Reitz, Chris Durkin, Ko Matsubara, Nelson Balongo, Ilombe Mboyo Wissels Sint-Truiden: 60' Maximiliano Caufriez Liberato Cacace 61' Ko Matsubara Aboubakary Koita 87' Rocco Reitz Wolke Janssens 87' Daiki Hashioka Stan Van Dessel                       |
| | |       | | |
| Zaterdag 21 augustus 2021, 20:45 uur                                                                                         | Sint-Truiden                                                                                            | 0 - 2 | KV Kortrijk | |
| Stayen, Sint-Truiden Toeschouwers: 2.243 Scheidsrechter: Jasper Vergoote Speeldag 5 Eerste Klasse A 2021-22                  | Steve De Ridder 26' Dimitri Lavalée 57' Maximiliano Caufriez 90+1'                                      |       | 1' Faïz Selemani 50' Aleksandar Radovanović 51' Trent Sainsbury 75' Marko Ilić 90+3' Habib Guèye                                                  | Opstelling Sint-Truiden: Daniel Schmidt, Jonathan Buatu Mananga, Jorge Teixeira, Dimitri Lavalée, Daiki Hashioka, Steve De Ridder, Christian Brüls, Chris Durkin, Ko Matsubara, Aboubakary Koita, Ilombe Mboyo Wissels Sint-Truiden: 27' Steve De Ridder Rocco Reitz 65' Aboubakary Koita Maximiliano Caufriez 69' Ko Matsubara Liberato Cacace 69' Daiki Hashioka Stan Van Dessel                      |
| | |       | | |
| Zaterdag 28 augustus 2021, 18:30 uur                                                                                         | Cercle Brugge                                                                                           | 0 - 1 | Sint-Truiden | |
| Jan Breydelstadion, Brugge Toeschouwers: 2.200 Scheidsrechter: Jan Boterberg Speeldag 6 Eerste Klasse A 2021-22              | Dimitar Velkovski 37'                                                                                   |       | 2' Daichi Hayashi 7' Daichi Hayashi 52' Rocco Reitz 71' Dimitri Lavalée                                                                           | Opstelling Sint-Truiden: Daniel Schmidt, Daiki Hashioka, Jonathan Buatu Mananga, Jorge Teixeira, Dimitri Lavalée, Liberato Cacace, Christian Brüls, Mory Konaté, Chris Durkin, Daichi Hayashi, Ilombe Mboyo Wissels Sint-Truiden: 46' Christian Brüls Rocco Reitz 67' Ilombe Mboyo Ko Matsubara 84' Daichi Hayashi Taichi Hara                                                                          |
| | |       | | |
| Maandag 13 september 2021, 20:00 uur                                                                                         | Beerschot VA                                                                                            | 0 - 1 | Sint-Truiden | |
| Olympisch Stadion, Antwerpen Toeschouwers: 8.500 Scheidsrechter: Bert Put Speeldag 7 Eerste Klasse A 2021-22                 | Ismaila Coulibaly 25' Jan Van den Bergh 45' Tom Pietermaat 51' Frédéric Frans 53'                       |       | 30' Toni Leistner 42' Steve De Ridder 62' Yuma Suzuki 82' Dimitri Lavalée                                                                         | Opstelling Sint-Truiden: Daniel Schmidt, Toni Leistner, Jorge Teixeira, Dimitri Lavalée, Daiki Hashioka, Liberato Cacace, Mory Konaté, Steve De Ridder, Chris Durkin, Yuma Suzuki, Daichi Hayashi Wissels Sint-Truiden: 72' Yuma Suzuki Christian Brüls 73' Daichi Hayashi Taichi Hara 87' Steve De Ridder Ko Matsubara                                                                                 |
| | |       | | |
| Zondag 19 september 2021, 13:30 uur                                                                                          | Sint-Truiden                                                                                            | 1 - 2 | KRC Genk | |
| Stayen, Sint-Truiden Toeschouwers: 6.000 Scheidsrechter: Lothar D'hondt Speeldag 8 Eerste Klasse A 2021-22                   | Steve De Ridder 33' Yuma Suzuki 45+3' Mory Konaté 81' Daiki Hashioka 90' Taichia Hara 90+2'             |       | 57' Gerardo Arteaga 73' Joseph Paintsil 83' Paul Onuachu                                                                                          | Opstelling Sint-Truiden: Daniel Schmidt, Toni Leistner, Jorge Teixeira, Dimitri Lavalée, Daiki Hashioka, Liberato Cacace, Mory Konaté, Steve De Ridder, Chris Durkin, Yuma Suzuki, Daichi Hayashi Wissels Sint-Truiden: 58' Steve De Ridder Christian Brüls 75' Daichi Hayashi Taichi Hara 85' Chris Durkin Tatsuya Ito                                                                                 |
| | |       | | |
| Zaterdag 25 september 2021, 20:45 uur                                                                                        | Standard Luik                                                                                           | 1 - 2 | Sint-Truiden | |
| Maurice Dufrasnestadion, Luik Toeschouwers: 20.456 Scheidsrechter: Wim Smet Speeldag 9 Eerste Klasse A 2021-22               | Selim Amallah 12' Nicolas Gavory 45' Aron Dønnum 72'                                                    |       | 28' Chris Durkin 33' Yuma Suzuki 53' Mory Konaté 83' Dimitri Lavalée 88' Mory Konaté 89' Rocco Reitz                                              | Opstelling Sint-Truiden: Daniel Schmidt, Toni Leistner, Jorge Teixeira, Dimitri Lavalée, Daiki Hashioka, Liberato Cacace, Mory Konaté, Steve De Ridder, Chris Durkin, Yuma Suzuki, Daichi Hayashi Wissels Sint-Truiden: 46' Daiki Hashioka Taichi Hara 46' Daichi Hayashi Nelson Balongo 57' Chris Durkin Christian Brüls 57' Steve De Ridder Rocco Reitz 90+2' Yuma Suzuki Robert Bauer                |
| | |       | | |
| Zaterdag 2 oktober 2021, 18:30 uur                                                                                           | Sint-Truiden                                                                                            | 1 - 1 | KV Oostende | |
| Stayen, Sint-Truiden Toeschouwers: 2.500 Scheidsrechter: Jan Boterberg Speeldag 10 Eerste Klasse A 2021-22                   | Liberato Cacace 17' Chris Durkin 21' Taichi Hara 52'                                                    |       | 11' Frederik Jäkel 57' Makhtar Gueye | Opstelling Sint-Truiden: Daniel Schmidt, Daiki Hashioka, Toni Leistner, Jorge Teixeira, Robert Bauer, Liberato Cacace, Steve De Ridder, Mory Konaté, Chris Durkin, Taichi Hara, Yuma Suzuki Wissels Sint-Truiden: 60' Chris Durkin Rocco Reitz 60' Steve De Ridder Christian Brüls |
| | |       | | |
| Zondag 17 oktober 2021, 13:30 uur                                                                                            | Sint-Truiden                                                                                            | 2 - 2 | RSC Anderlecht | |
| Stayen, Sint-Truiden Toeschouwers: 6.500 Scheidsrechter: Alexandre Boucaut Speeldag 11 Eerste Klasse A 2021-22               | Daniel Schmidt 47' Jorge Teixeira 55' Mory Konaté 56' Toni Leistner 90+4'                               |       | 48' (pen.) Lior Refaelov 78' (pen.) Sergio Gómez Martín                                                                                           | Opstelling Sint-Truiden: Daniel Schmidt, Toni Leistner, Jorge Teixeira, Dimitri Lavalée, Robert Bauer, Christian Brüls, Mory Konaté, Chris Durkin, Liberato Cacace, Daichi Hayashi, Taichi Hara Wissels Sint-Truiden: 77' Daichi Hayashi Aboubakary Koita 83' Chris Durkin Tatsuya Ito 84' Robert Bauer Daiki Hashioka 89' Liberato Cacace Nelson Balongo                                               |
| | |       | | |
| Zondag 24 oktober 2021, 21:00 uur                                                                                            | Oud-Heverlee Leuven                                                                                     | 4 - 1 | Sint-Truiden | |
| Den Dreef, Leuven Toeschouwers: 5.100 Scheidsrechter: Nicolas Laforge Speeldag 12 Eerste Klasse A 2021-22                    | Sory Kaba 60' Siebe Schrijvers 67' Sory Kaba (pen.) 78' Mathieu Maertens 82'                            |       | 42' Dimitri Lavalée 62' Toni Leistner 63' Dimitri Lavalée 77' Toni Leistner                                                                       | Opstelling Sint-Truiden: Daniel Schmidt, Toni Leistner, Jorge Teixeira, Dimitri Lavalée, Robert Bauer, Steve De Ridder, Mory Konaté, Chris Durkin, Liberato Cacace, Daichi Hayashi, Taichi Hara Wissels Sint-Truiden: 59' Steve De Ridder Rocco Reitz 64' Liberato Cacace Tatsuya Ito 83' Daichi Hayashi Daiki Hashioka                                                                                 |
| | |       | | |
| Zaterdag 30 oktober 2021, 20:45 uur                                                                                          | Sint-Truiden                                                                                            | 1 - 2 | Club Brugge | |
| Stayen, Sint-Truiden Toeschouwers: 6.000 Scheidsrechter: Bram Van Driessche Speeldag 13 Eerste Klasse A 2021-22              | Robert Bauer 24' Robert Bauer 57' Aboubakary Koita 68' Taichi Hara 80'                                  |       | 1' Bas Dost 49' Bas Dost 53' Jack Hendry 65' Noa Lang 67' Mats Rits                                                                               | Opstelling Sint-Truiden: Daniel Schmidt, Junior Pius, Jorge Teixeira, Dimitri Lavalée, Daiki Hashioka, Steve De Ridder, Robert Bauer, Chris Durkin, Liberato Cacace, Taichi Hara, Christian Brüls Wissels Sint-Truiden: 59' Liberato Cacace Aboubakary Koita 60' Jorge Teixeira Jonathan Buatu Mananga 69' Steve De Ridder Daichi Hayashi 69' Chris Durkin Rocco Reitz 87' Junior Pius Wolke Janssens   |
| | |       | | |
| Zaterdag 6 november 2021, 18:30 uur                                                                                          | KV Mechelen                                                                                             | 0 - 1 | Sint-Truiden | |
| Achter de Kazerne, Mechelen Toeschouwers: 14.668 Scheidsrechter: Jan Boterberg Speeldag 14 Eerste Klasse A 2021-22           | Kerim Mrabti 70'                                                                                        |       | 34' (own) Lucas Bijker 66' Taichi Hara 68' Yuma Suzuki 82' Daiki Hashioka 87' Robert Bauer 88' Dimitri Lavalée 90+3' Jorge Teixeira               | Opstelling Sint-Truiden: Daniel Schmidt, Toni Leistner, Jorge Teixeira, Dimitri Lavalée, Daiki Hashioka, Steve De Ridder, Robert Bauer, Christian Brüls, Aboubakary Koita, Taichi Hara, Yuma Suzuki Wissels Sint-Truiden: 63' Aboubakary Koita Liberato Cacace 88' Yuma Suzuki Chris Durkin 90+4' Steve De Ridder Jonathan Buatu Mananga                                                                |
| | |       | | |
| Zondag 21 november 2021, 16:00 uur                                                                                           | Sint-Truiden                                                                                            | 2 - 1 | Antwerp FC | |
| Stayen, Sint-Truiden Toeschouwers: 5.370 Scheidsrechter: Erik Lambrechts Speeldag 15 Eerste Klasse A 2021-22                 | Daichi Hayashi 31' Aboubakary Koita 37' Mory Konaté 39' Toni Leistner 84'                               |       | 82' Mbwana Samatta | Opstelling Sint-Truiden: Daniel Schmidt, Toni Leistner, Jorge Teixeira, Dimitri Lavalée, Daiki Hashioka, Steve De Ridder, Mory Konaté, Christian Brüls, Aboubakary Koita, Yuma Suzuki, Daichi Hayashi Wissels Sint-Truiden: 77' Aboubakary Koita Liberato Cacace 85' Steve De Ridder Chris Durkin 85' Daichi Hayashi Taichi Hara 90+2' Yuma Suzuki Nelson Balongo                                       |
| | |       | | |
| Zaterdag 27 november 2021, 16:15 uur                                                                                         | RFC Seraing                                                                                             | 2 - 0 | Sint-Truiden | |
| Pairaystadion, Seraing Toeschouwers: 1.200 Scheidsrechter: Lothar D'hondt Speeldag 16 Eerste Klasse A 2021-22                | Ablie Jallow 5' Georges Mikautadze 57'                                                                  |       | | Opstelling Sint-Truiden: Daniel Schmidt, Toni Leistner, Jorge Teixeira, Dimitri Lavalée, Daiki Hashioka, Steve De Ridder, Mory Konaté, Christian Brüls, Aboubakary Koita, Yuma Suzuki, Daichi Hayashi Wissels Sint-Truiden: 46' Christian Brüls Taichi Hara 46' Aboubakary Koita Liberato Cacace 68' Steve De Ridder Chris Durkin 68' Dimitri Lavalée Jonathan Buatu Mananga                            |
| | |       | | |
| Vrijdag 3 december 2021, 20:45 uur                                                                                           | Sint-Truiden                                                                                            | 1 - 2 | Union Sint-Gillis | |
| Stayen, Sint-Truiden Toeschouwers: 4.328 Scheidsrechter: Jasper Vergoote Speeldag 17 Eerste Klasse A 2021-22                 | Christian Brüls 63' Yuma Suzuki 65' Toni Leistner 77'                                                   |       | 12' Bart Nieuwkoop 32' Deniz Undav 65' Christian Burgess 73' Deniz Undav                                                                          | Opstelling Sint-Truiden: Daniel Schmidt, Toni Leistner, Jorge Teixeira, Dimitri Lavalée, Daiki Hashioka, Christian Brüls, Mory Konaté, Chris Durkin, Aboubakary Koita, Yuma Suzuki, Daichi Hayashi Wissels Sint-Truiden: 63' Daichi Hayashi Taichi Hara 63' Daiki Hashioka Liberato Cacace 82' Chris Durkin Tatsuya Ito                                                                                 |
| | |       | | |
| Zaterdag 11 december 2021, 18:30 uur                                                                                         | Sint-Truiden                                                                                            | 1 - 2 | Cercle Brugge | |
| Stayen, Sint-Truiden Toeschouwers: 3.004 Scheidsrechter: Kevin Van Damme Speeldag 18 Eerste Klasse A 2021-22                 | Christian Brüls (pen.) 58' Jorge Teixeira 90+5'                                                         |       | 24' Edgaras Utkus 48' Robbe Decostere 50' Edgaras Utkus 74' Rabbi Matondo 75' Rabbi Matondo 90+4' Rabbi Matondo                                   | Opstelling Sint-Truiden: Kenny Steppe, Jonathan Buatu Mananga, Toni Leistner, Dimitri Lavalée, Daiki Hashioka, Christian Brüls, Mory Konaté, Steve De Ridder, Aboubakary Koita, Taichi Hara, Yuma Suzuki Wissels Sint-Truiden: 70' Steve De Ridder Rocco Reitz 81' Daiki Hashioka Liberato Cacace 90' Dimitri Lavalée Jorge Teixeira                                                                    |
| | |       | | |
| Dinsdag 14 december 2021, 21:00 uur                                                                                          | RSC Anderlecht                                                                                          | 2 - 0 | Sint-Truiden | |
| Lotto Park, Anderlecht Toeschouwers: 13.500 Scheidsrechter: Jonathan Lardot Speeldag 19 Eerste Klasse A 2021-22              | Lior Refaelov 60' Majeed Ashimeru 90+6'                                                                 |       | 35' Junior Pius 51' Dimitri Lavalée | Opstelling Sint-Truiden: Daniel Schmidt, Toni Leistner, Jorge Teixeira, Junior Pius, Daiki Hashioka, Mory Konaté, Robert Bauer, Chris Durkin, Liberato Cacace, Christian Brüls, Yuma Suzuki Wissels Sint-Truiden: 46' Chris Durkin Dimitri Lavalée 63' Dimitri Lavalée Daichi Hayashi 73' Jorge Teixeira Taichi Hara 73' Robert Bauer Aboubakary Koita 83' Yuma Suzuki Nelson Balongo                   |
| | |       | | |
| Zaterdag 18 december 2021, 20:45 uur                                                                                         | AA Gent                                                                                                 | 2 - 1 | Sint-Truiden | |
| Ghelamco Arena, Gent Toeschouwers: 16.485 Scheidsrechter: Lothar D'hondt Speeldag 20 Eerste Klasse A 2021-22                 | Laurent Depoitre 27' Roman Bezoes 51' Alessio Castro-Montes 56' Tarik Tissoudali 64' Julien De Sart 70' |       | 83' Aboubakary Koita 85' Taichi Hara | Opstelling Sint-Truiden: Daniel Schmidt, Robert Bauer, Toni Leistner, Junior Pius, Daiki Hashioka, Mory Konaté, Dimitri Lavalée, Christian Brüls, Liberato Cacace, Taichi Hara, Daichi Hayashi Wissels Sint-Truiden: 66' Daichi Hayashi Aboubakary Koita 76' Dimitri Lavalée Rocco Reitz 83' Daiki Hashioka Wolke Janssens                                                                              |
| | |       | | |
| Maandag 27 december 2021, 21:00 uur                                                                                          | Sint-Truiden                                                                                            | 2 - 0 | KAS Eupen | |
| Stayen, Sint-Truiden Toeschouwers: 0 Scheidsrechter: Bram Van Driessche Speeldag 21 Eerste Klasse A 2021-22                  | Daiki Hashioka 3' Taichi Hara 25' Yuma Suzuki 81'                                                       |       | 33' Stef Peeters 78' Emmanuel Agbadou 80' Jonathan Heris                                                                                          | Opstelling Sint-Truiden: Daniel Schmidt, Daiki Hashioka, Robert Bauer, Toni Leistner, Junior Pius, Liberato Cacace, Mory Konaté, Christian Brüls, Dimitri Lavalée, Yuma Suzuki, Taichi Hara Wissels Sint-Truiden: 52' Daiki Hashioka Chris Durkin 69' Dimitri Lavalée Rocco Reitz 87' Liberato Cacace Aboubakary Koita                                                                                  |
| | |       | | |
| Zaterdag 15 januari 2022, 20:45 uur                                                                                          | Club Brugge                                                                                             | 2 - 0 | Sint-Truiden | |
| Jan Breydelstadion, Brugge Toeschouwers: 0 Scheidsrechter: Erik Lambrechts Speeldag 22 Eerste Klasse A 2021-22               | Charles De Ketelaere 29' Bas Dost 64'                                                                   |       | 36' Chris Durkin 51' Daiki Hashioka 67' Robert Bauer 67' Toni Leistner                                                                            | Opstelling Sint-Truiden: Daniel Schmidt, Daiki Hashioka, Robert Bauer, Toni Leistner, Junior Pius, Liberato Cacace, Chris Durkin, Dimitri Lavalée, Christian Brüls, Daichi Hayashi Taichi Hara Wissels Sint-Truiden: 46' Chris Durkin Rocco Reitz 78' Dimitri Lavalée Jonathan Buatu Mananga 78' Daichi Hayashi Aboubakary Koita                                                                        |
| | |       | | |
| Zaterdag 22 januari 2022, 18:30 uur                                                                                          | Sint-Truiden                                                                                            | 3 - 1 | RFC Seraing | |
| Stayen, Sint-Truiden Toeschouwers: 0 Scheidsrechter: Arthur Denil Speeldag 23 Eerste Klasse A 2021-22                        | Junior Pius 33' Daichi Hayashi 40' Christian Brüls (pen.) 78' Robert Bauer 90+2' Taichi Hara 90+4'      |       | 44' Yahya Nadrani 47' Georges Mikautadze 76' Mansoni Sambu                                                                                        | Opstelling Sint-Truiden: Daniel Schmidt, Daiki Hashioka, Robert Bauer, Toni Leistner, Junior Pius, Liberato Cacace, Rocco Reitz, Dimitri Lavalée, Christian Brüls, Daichi Hayashi, Taichi Hara Wissels Sint-Truiden: 67' Liberato Cacace Aboubakary Koita 72' Rocco Reitz Chris Durkin 90' Daichi Hayashi Jorge Teixeira                                                                                |
| | |       | | |
| Dinsdag 25 januari 2022, 18:45 uur                                                                                           | Antwerp FC                                                                                              | 1 - 1 | Sint-Truiden | |
| Bosuilstadion, Antwerpen Toeschouwers: 0 Scheidsrechter: Kevin Van Damme Speeldag 24 Eerste Klasse A 2021-22                 | Michel-Ange Balikwisha 32'                                                                              |       | 47' Taichi Hara 50' Liberato Cacace 54' Taichi Hara                                                                                               | Opstelling Sint-Truiden: Alessandro Russo, Daiki Hashioka, Robert Bauer, Toni Leistner, Jorge Teixeira, Liberato Cacace, Rocco Reitz, Dimitri Lavalée, Christian Brüls, Daichi Hayashi, Taichi Hara Wissels Sint-Truiden: 87' Christian Brüls Chris Durkin |
| | |       | | |
| Vrijdag 28 januari 2022, 20:45 uur                                                                                           | Sint-Truiden                                                                                            | 0 - 1 | Sporting Charleroi | |
| Stayen, Sint-Truiden Toeschouwers: 2.842 Scheidsrechter: Jan Boterberg Speeldag 25 Eerste Klasse A 2021-22                   | Chris Durkin 79'                                                                                        |       | 7' Anass Zaroury 80' Jackson Tchatchoua | Opstelling Sint-Truiden: Alessandro Russo, Robert Bauer, Toni Leistner, Junior Pius, Daiki Hashioka, Rocco Reitz, Dimitri Lavalée, Christian Brüls, Liberato Cacace, Daichi Hayashi, Taichi Hara Wissels Sint-Truiden: 46' Daiki Hashioka Chris Durkin 46' Rocco Reitz Mory Konaté 46' Liberato Cacace Aboubakary Koita 79' Christian Brüls Nelson Balongo 79' Dimitri Lavalée Jorge Teixeira           |
| | |       | | |
| Zaterdag 5 februari 2022, 16:15 uur                                                                                          | KV Kortrijk                                                                                             | 1 - 3 | Sint-Truiden | |
| Guldensporenstadion, Kortrijk Toeschouwers: 4.176 Scheidsrechter: Erik Lambrechts Speeldag 26 Eerste Klasse A 2021-22        | Sambou Sissoko 18' Kristof D'haene 24' Tsuyoshi Watanabe 38' Abdelkahar Kadri 61'                       |       | 11' Aboubakary Koita 25' Taichi Hara 34' Dimitri Lavalée 39' (pen.) Christian Brüls 56' Mory Konaté 86' Daichi Hayashi 90+2' João Klauss de Mello | Opstelling Sint-Truiden: Daniel Schmidt, Jorge Teixeira, Toni Leistner, Robert Bauer, Daiki Hashioka, Dimitri Lavalée, Christian Brüls, Mory Konaté, Aboubakary Koita, Daichi Hayashi, Taichi Hara Wissels Sint-Truiden: 73' Christian Brüls Rocco Reitz 78' Aboubakary Koita Ameen Al Dakhil 85' Dimitri Lavalée João Klauss de Mello                                                                  |
| | |       | | |
| Zondag 13 februari 2022, 16:00 uur                                                                                           | Union Sint-Gillis                                                                                       | 0 - 1 | Sint-Truiden | |
| Joseph Marienstadion, Vorst Toeschouwers: 7.491 Scheidsrechter: Bert Put Speeldag 27 Eerste Klasse A 2021-22                 | Ismaël Kandouss 26' Deniz Undav 28' Guillaume François 55' Casper Nielsen 64' Teddy Teuma 70'           |       | 54' (pen.) Christian Brüls 70' Dimitri Lavalée 81' Daniel Schmidt                                                                                 | Opstelling Sint-Truiden: Daniel Schmidt, Jorge Teixeira, Toni Leistner, Robert Bauer, Daiki Hashioka, Dimitri Lavalée, Christian Brüls, Mory Konaté, Aboubakary Koita, Daichi Hayashi, João Klauss de Mello Wissels Sint-Truiden: 72' João Klauss de Mello Rocco Reitz 83' Christian Brüls Shinji Kagawa 83' Jorge Teixeira Ameen Al Dakhil                                                             |
| | |       | | |
| Zondag 20 februari 2022, 21:00 uur                                                                                           | Sint-Truiden                                                                                            | 2 - 0 | Oud-Heverlee Leuven | |
| Stayen, Sint-Truiden Toeschouwers: 2.471 Scheidsrechter: Jasper Vergoote Speeldag 28 Eerste Klasse A 2021-22                 | Taichi Hara 19' Daichi Hayashi 20' Taichi Hara 49' Toni Leistner 53' Daichi Hayashi 90+4'               |       | 5' Casper De Norre 37' Louis Patris 76' Siebe Schrijvers 88' Kristiyan Malinov                                                                    | Opstelling Sint-Truiden: Daniel Schmidt, Jorge Teixeira, Toni Leistner, Robert Bauer, Daiki Hashioka, Mory Konaté, Christian Brüls, Arnaud Dony, Daichi Hayashi, João Klauss de Mello, Taichi Hara Wissels Sint-Truiden: 55' Arnaud Dony Aboubakary Koita 74' João Klauss de Mello Shinji Kagawa 74' Christian Brüls Chris Durkin 90+3' Aboubakary Koita Ameen Al Dakhil                                |
| | |       | | |
| Zaterdag 26 februari 2022, 18:30 uur                                                                                         | KV Oostende                                                                                             | 0 - 0 | Sint-Truiden | |
| Diaz Arena, Oostende Toeschouwers: 3.360 Scheidsrechter: Kevin Van Damme Speeldag 29 Eerste Klasse A 2021-22                 | Makhtar Gueye 64'                                                                                       |       | 58' Ameen Al Dakhil 75' Wolke Janssens | Opstelling Sint-Truiden: Daniel Schmidt, Daiki Hashioka, Ameen Al Dakhil, Jorge Teixeira, Robert Bauer, Arnaud Dony, Christian Brüls, Mory Konaté, Chris Durkin, Daichi Hayashi, Taichi Hara Wissels Sint-Truiden: 59' Arnaud Dony Wolke Janssens 59' Christian Brüls Shinji Kagawa 59' Daichi Hayashi João Klauss de Mello 71' Chris Durkin Rocco Reitz                                                |
| | |       | | |
| Vrijdag 4 maart 2022, 20:45 uur                                                                                              | Sint-Truiden                                                                                            | 1 - 1 | KV Mechelen | |
| Stayen, Sint-Truiden Toeschouwers: 3.800 Scheidsrechter: Bert Put Speeldag 30 Eerste Klasse A 2021-22                        | João Klauss de Mello 61' João Klauss de Mello 62'                                                       |       | 32' Hugo Cuypers 37' Jordi Vanlerberghe 40' Rick van Drongelen 77' Samuel Gouet                                                                   | Opstelling Sint-Truiden: Daniel Schmidt, Robert Bauer, Ameen Al Dakhil, Jorge Teixeira, Dimitri Lavalée, Arnaud Dony, Daichi Hayashi, Mory Konaté, Christian Brüls, João Klauss de Mello, Taichi Hara Wissels Sint-Truiden: 46' Jorge Teixeira Shinji Kagawa 62' Arnaud Dony Wolke Janssens 68' João Klauss de Mello Chris Durkin 85' Daichi Hayashi Rocco Reitz                                        |
| | |       | | |
| Zondag 13 maart 2022, 18:30 uur                                                                                              | KRC Genk                                                                                                | 0 - 1 | Sint-Truiden | |
| Cegeka Arena, Genk Toeschouwers: 19.436 Scheidsrechter: Christof Dierick Speeldag 31 Eerste Klasse A 2021-22                 | Patrik Hrošovský 41'                                                                                    |       | 29' Daichi Hayashi 40' Daichi Hayashi 52' Mory Konaté 70' Wolke Janssens 76' Robert Bauer 85' Daniel Schmidt                                      | Opstelling Sint-Truiden: Daniel Schmidt, Daiki Hashioka, Ameen Al Dakhil, Toni Leistner, Robert Bauer, Wolke Janssens, Christian Brüls, Mory Konaté, Dimitri Lavalée, Daichi Hayashi, Taichi Hara Wissels Sint-Truiden: 53' Daichi Hayashi João Klauss de Mello 83' Wolke Janssens Jorge Teixeira 88' Christian Brüls Rocco Reitz                                                                       |
| | |       | | |
| Zondag 20 maart 2022, 21:00 uur                                                                                              | Sint-Truiden                                                                                            | 3 - 2 | Beerschot VA | |
| Stayen, Sint-Truiden Toeschouwers: 3.000 Scheidsrechter: Wesli De Cremer Speeldag 32 Eerste Klasse A 2021-22                 | Christian Brüls 13' Taichi Hara 30' Aboubakary Koita 87' Aboubakary Koita 88'                           |       | 24' Musashi Suzuki 46' Musashi Suzuki 48' Stipe Radić 67' Stipe Radić                                                                             | Opstelling Sint-Truiden: Daniel Schmidt, Ameen Al Dakhil, Toni Leistner, Robert Bauer, Daiki Hashioka, Rocco Reitz, Christian Brüls, Dimitri Lavalée, Wolke Janssens, Daichi Hayashi, Taichi Hara Wissels Sint-Truiden: 72' Dimitri Lavalée Aboubakary Koita 72' Wolke Janssens Chris Durkin 72' Daichi Hayashi João Klauss de Mello 79' Rocco Reitz Shinji Kagawa                                      |
| | |       | | |
| Zaterdag 2 april 2022, 16:15 uur                                                                                             | SV Zulte Waregem                                                                                        | 0 - 2 | Sint-Truiden | |
| Elindus Arena, Waregem Toeschouwers: 8.367 Scheidsrechter: Lawrence Visser Speeldag 33 Eerste Klasse A 2021-22               | Dion Cools 5' Timothy Derijck 45+1' Frank Boya 90'                                                      |       | 47' Wolke Janssens 52' Mory Konaté 62' Wolke Janssens 90' Rocco Reitz                                                                             | Opstelling Sint-Truiden: Daniel Schmidt, Ameen Al Dakhil, Toni Leistner, Robert Bauer, Daiki Hashioka, Wolke Janssens, Mory Konaté, Christian Brüls, Dimitri Lavalée, Daichi Hayashi, Taichi Hara Wissels Sint-Truiden: 69' Daiki Hashioka Jorge Teixeira 75' Daichi Hayashi Aboubakary Koita 87' Christian Brüls Rocco Reitz                                                                           |
| | |       | | |
| Zondag 10 april 2022, 18:30 uur                                                                                              | Sint-Truiden                                                                                            | 3 - 0 | Standard Luik | |
| Stayen, Sint-Truiden Toeschouwers: 10.076 Scheidsrechter: Lothar D'hondt Speeldag 34 Eerste Klasse A 2021-22                 | Taichi Hara 22' Daichi Hayashi 28' Ameen Al Dakhil 43' Christian Brüls 73' João Klauss de Mello 77'     |       | 27' Renaud Emond 34' Nathan Ngoy 67' Moussa Sissako                                                                                               | Opstelling Sint-Truiden: Daniel Schmidt, Ameen Al Dakhil, Toni Leistner, Robert Bauer, Daiki Hashioka, Aboubakary Koita, Mory Konaté, Shinji Kagawa, Christian Brüls, Daichi Hayashi, Taichi Hara Wissels Sint-Truiden: 65' Shinji Kagawa Rocco Reitz 76' Taichi Hara João Klauss de Mello 85' Mory Konaté Jorge Teixeira 85' Daichi Hayashi Nelson Balongo 85' Christian Brüls Mathias Delorge-Knieper |

#### Resultaten per speeldag
| Speeldag  | 1 | 2 | 3  | 4  | 5  | 6  | 7  | 8  | 9  | 10 | 11 | 12 | 13 | 14 | 15 | 16 | 17 | 18 | 19 | 20 | 21 | 22 | 23 | 24 | 25 | 26 | 27 | 28 | 29 | 30 | 31 | 32 | 33 | 34 |
| --------- | - | - | -- | -- | -- | -- | -- | -- | -- | -- | -- | -- | -- | -- | -- | -- | -- | -- | -- | -- | -- | -- | -- | -- | -- | -- | -- | -- | -- | -- | -- | -- | -- | -- |
| Resultaat | w | g | v  | v  | v  | w  | w  | v  | w  | g  | g  | v  | v  | w  | w  | v  | v  | v  | v  | v  | w  | v  | w  | g  | v  | w  | w  | w  | g  | g  | w  | w  | w  | w  |
| Punten    | 3 | 4 | 4  | 4  | 4  | 7  | 10 | 10 | 13 | 14 | 15 | 15 | 15 | 18 | 21 | 21 | 21 | 21 | 21 | 21 | 24 | 24 | 27 | 28 | 28 | 31 | 34 | 37 | 38 | 39 | 42 | 45 | 48 | 51 |
| Positie   | 5 | 6 | 11 | 13 | 16 | 14 | 9  | 11 | 8  | 9  | 11 | 12 | 13 | 11 | 10 | 11 | 11 | 12 | 13 | 15 | 13 | 13 | 11 | 11 | 11 | 12 | 11 | 10 | 10 | 11 | 10 | 9  | 9  | 9  |

#### Eindstand
| Pl. | Club                | Gesp. | W  | V  | G  | GV | GT | Ptn. | Kwalificatie of degradatie      |
| --- | ------------------- | ----- | -- | -- | -- | -- | -- | ---- | ------------------------------- |
| 1   | Union Sint-Gillis   | 34    | 24 | 5  | 5  | 78 | 27 | 77   | Play-off I                      |
| 2   | Club Brugge         | 34    | 21 | 9  | 4  | 72 | 37 | 72   | Play-off I                      |
| 3   | RSC Anderlecht      | 34    | 18 | 10 | 6  | 72 | 36 | 64   | Play-off I                      |
| 4   | Antwerp FC          | 34    | 19 | 6  | 9  | 55 | 38 | 63   | Play-off I                      |
| 5   | AA Gent             | 34    | 18 | 8  | 8  | 56 | 30 | 62   | Play-off II                     |
| 6   | Sporting Charleroi  | 34    | 15 | 9  | 10 | 55 | 46 | 54   | Play-off II                     |
| 7   | KV Mechelen         | 34    | 15 | 7  | 12 | 57 | 61 | 52   | Play-off II                     |
| 8   | KRC Genk            | 34    | 15 | 6  | 13 | 66 | 47 | 51   | Play-off II                     |
| 9   | Sint-Truiden        | 34    | 15 | 6  | 13 | 42 | 40 | 51   |                                 |
| 10  | Cercle Brugge       | 34    | 12 | 9  | 13 | 49 | 46 | 45   |                                 |
| 11  | Oud-Heverlee Leuven | 34    | 10 | 11 | 13 | 47 | 58 | 41   |                                 |
| 12  | KV Oostende         | 34    | 10 | 7  | 17 | 34 | 61 | 37   |                                 |
| 13  | KV Kortrijk         | 34    | 9  | 10 | 15 | 43 | 48 | 37   |                                 |
| 14  | Standard Luik       | 34    | 9  | 9  | 16 | 32 | 51 | 36   |                                 |
| 15  | KAS Eupen           | 34    | 8  | 8  | 18 | 37 | 61 | 32   |                                 |
| 16  | SV Zulte Waregem    | 34    | 8  | 8  | 18 | 42 | 69 | 32   |                                 |
| 17  | RFC Seraing         | 34    | 8  | 4  | 22 | 30 | 68 | 28   | Eindronde voor degradatie       |
| 18  | Beerschot VA        | 34    | 4  | 4  | 26 | 33 | 76 | 17   | Degradatie naar Eerste Klasse B |

## Beker van België
| | |                       | | |
| Woensdag 27 oktober 2021, 20:00 uur                                                                              | RFC Seraing | 3 - 2 na verlengingen | Sint-Truiden | |
| Pairaystadion, Seraing Toeschouwers: 500 Scheidsrechter: Brent Staessens 1/16de finales Beker van België 2021-22 | Elias Spago 7' Mathieu Cachbach 35' Marius Mouandilmadji 36' Wagane Faye 53' Youssef Maziz 81' Youssef Maziz 105' Robin Denuit 114' |                       | 39' Jonathan Buatu Mananga 45+2' Christian Brüls 48' Dimitri Lavalée 54' Ko Matsubara 58' Aboubakary Koita 107' Toni Leistner | Opstelling Sint-Truiden: Kenny Steppe, Jonathan Buatu Mananga, Toni Leistner, Junior Pius, Daiki Hashioka, Dimitri Lavalée, Steve De Ridder, Christian Brüls, Ko Matsubara, Aboubakary Koita, Nelson Balongo Wissels Sint-Truiden: 60' Dimitri Lavalée Daichi Hayashi 60' Steve De Ridder Taichi Hara 61' Ko Matsubara Robert Bauer 61' Nelson Balongo Rocco Reitz 85' Aboubakary Koita Wolke Janssens 106' Junior Pius Tatsuya Ito |

2006/07 ·
2007/08 ·
2008/09 ·
2009/10 ·
2010/11 ·
2011/12 ·
2012/13 ·
2013/14 ·
2014/15 ·
2015/16 ·
2016/17 ·
2017/18 ·
2018/19 ·
2019/20 ·
2020/21 ·
2021/22 ·
2022/23 ·
2023/24 ·
2024/25